# 米村龍二
米村 龍二（よねむら りゅうじ、1995年6月6日 - ）は、日本のラグビー選手。

## プロフィール
- 大阪府出身[1]。
- ポジションはスクラムハーフ(SH)。
- 身長 174cm、体重 81kg
- ニックネームはヨネ。
- U20日本代表に選ばれたことがある[2]。
- ジュニア・ジャパンに選ばれたことがある[3]。

## 略歴
3歳からラグビーを始めた。
2014年、東海大仰星高校卒業後、筑波大学に入る。なお東海大仰星高校時高校日本代表候補に選ばれたことがある。
2018年、筑波大学卒業後、リコーブラックラムズ(現・リコーブラックラムズ東京)に加入。
2021年、リコーブラックラムズ東京を退団した。